# Кралство Германия
Вижте пояснителната страница за други значения на Германия.
Кралство Германия (на латински: Regnum Teutonicum, regnum Teutonicorum) е средновековна държава в източната част на Франкската империя на Каролингите. Кралството Германия е образувано чрез Вердюнския договор през 843 г. и е управлявано от династията на Каролингите. Лудвиг Немски получил Източното франкско кралство. Неговите потомци управлявали до началото на 10 век.
Кралството Германия се състояло от пет големи племенни херцогства — Саксония, Бавария, Франкония, Швабия и Лотарингия.